# SMS Westfalen
Ska ej blandas ihop med S/S Westfalen.

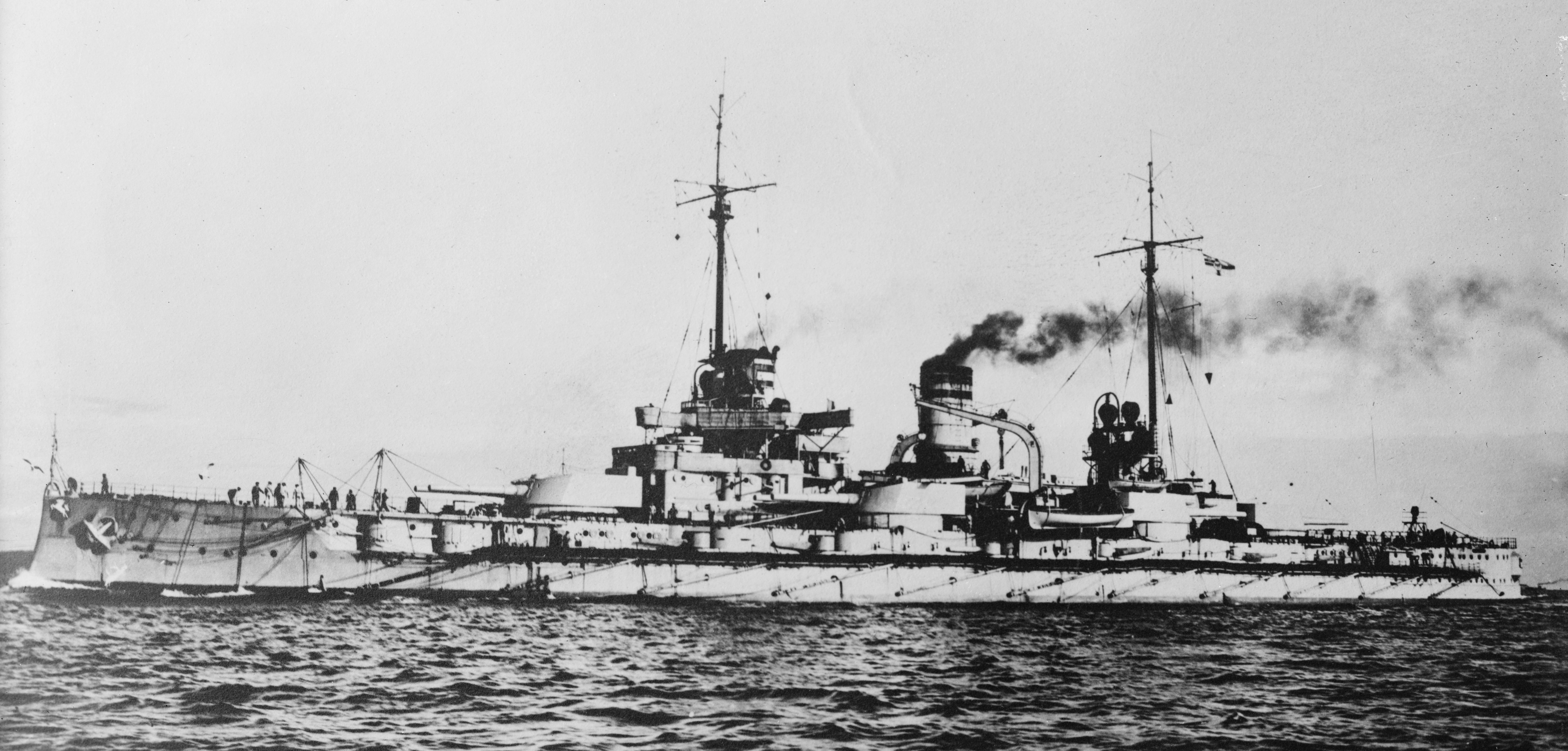
SMS Westfalen.

SMS Westfalen var ett tyskt slagskepp som tjänstgjorde under första världskriget.

## Expedition till Finland
Den 22 februari 1918 fick Westfalen och hennes systerfartyg SMS Rheinland uppdraget att stödja den tyska armens operation i Finland. I Finland pågick det Finska inbördeskriget och den vita regeringen hade begärt stöd från Tyskland. 
Den 24 februari avseglade fartygen mot Åland som skulle fungera som bas för operationen i Finland. När fartygen nådde Åland den 5 mars möte man de svenska örlogsfartygen HMS Thor, HMS Sverige och HMS Oscar II som var en del av den svenska Ålandsexpeditionen 1918. Efter förhandlingar med svenskarna landsteg två tyska bataljoner på Åland den 7 april varpå Westfalen återvände till Danzig.
Westfalen stannade i Danzig till den 31 mars, då hon tillsammans med SMS Posen åter avseglade mot Finland. Den 3 april genomfördes landstigningar på Hangö och den 9 april inleddes slaget om Helsingfors. Två dagar senare gick Westfalen in i Helsingfors hamn och stödde de framryckande tyska styrkorna. Det finska Röda gardet besegrades inom tre dagar och fartyget låg kvar i Helsingfors till den 30 april då den vita regeringen återtagit makten i huvudstaden.
Efter operationen i Finland skadades fartyget under en operation i Nordsjön och togs ur bruk.